# 金川恵理
金川 恵理（かねかわ えり、1988年9月28日 - ）は、日本のフリーアナウンサー。

## 経歴・人物
東京都出身。
聖心女子大学在学中の2010年、「ミス椿の女王コンテスト」（伊豆大島観光協会主催）の第19代女王に選出
され、観光キャンペーン、観光PRイベント等で活動。
大学を卒業後、ブライダル関連企業勤務を経て、京華中学高等学校事務職員となる。学校職員在職中の2017年6月に、文化放送『The News Masters TOKYO』の番組企画である「働き女子♪パーソナリティ」のオーデイションに合格。同番組のリポーター、インターネット音声配信サービス「Voicy」とのタイアップによるネットラジオのパーソナリティを務めた。
その後、2018年6月から2020年2月まで茨城放送のアナウンサーを務めた。
退社後、2020年4月1日からフリーアナウンサーとしてFMかしまやFM世田谷の番組に出演している。
好きな食べ物は納豆。2018年11月には水戸商工会議所の「納豆食べ方コンテスト」に、自身が考案した創作料理で応募。最優秀のゴールド賞を獲得。
愛称は「えりのすけ」。

## 担当番組

### FM世田谷
- 地域と共に　区民センターラジオ - パーソナリティー（2020年9月 - 現在）
- 世田谷ぷらっと〜まちなか情報局〜 - レポーター（2020年7月 - 2021年4月、毎月第1土曜日に出演）[12][13]

### 茨城放送
- HAPPYパンチ! - 月曜・火曜担当（2018年7月 - 2020年3月）
- スクーピーレポート[14]
- こちら110番[15]
- 山下金川のぴーちくぱーちく - 隔週水曜担当
- ニュース - 隔週水曜午後担当

### FMかしま
- トゥクトゥクワイド - レギュラーコメンテーター（2020年7月 - 2021年3月）[16]